# Ernest Mothle
Ernest Mogotsi Mothle (* 2. Dezember 1941 in Lady Selborne, Pretoria; † 2. Mai 2011) war ein südafrikanischer Jazzmusiker (Kontrabass, E-Bass, Gesang) und Komponist.

## Leben und Wirken
Mothle besuchte das St. Peter’s College im Johannesburger Stadtteil Rosettenville und spielte dort wie Hugh Masekela und Jonas Gwangwa in der Father Huddlestone Band. Mit Francis und Cornelius Kekana sowie Gabriel Tladi gründete er 1959 die Vokalgruppe Dominoes, in der er Bass spielte. Er war dann Musiker der African Jazz and Variety Show. 1969 holte ihn Henry Sithole in seine Heshoo Beshoo Group, mit der er auch die LP Armitage Road aufnahm. Er spielte auch in Gibson Kentes Musical Manana – The Jazz Prophet und war an den Folgeproduktionen Lifa und Sikhalo Plays beteiligt.
1972 ging er nach Europa, wo er ab 1974 in Julian Bahulas Band Jabula spielte, aber auch mit Mike Oldfield aufnahm (Ommadawn). Daneben spielte er mit Jim Dvorak in der Gruppe Joy (gleichnamiges Album 1978 für Cadillac). Ab Ende der 1970er Jahre gehörte er zu den Bands von Dudu Pukwana. In den frühen 1980er Jahren war er Mitglied von Trevor Watts Drum Orchestra und Moire Music. Ab 1981 war er Mitglied von Chris McGregors Brotherhood of Breath und trat mit ihr auf dem Moers Festival (1981, 1988) und dem Jazz Festival Willisau (1988) auf. Ab 1986 gastierte er in Deutschland regelmäßig mit dem Jazz gegen Apartheid-Projekt um Makaya Ntshoko und John Tchicai. 1989 war er mit Winston Mankunku auf Europatournee. Auch hat er zu mehreren Einspielungen von Working Week, zu Robert Wyatts Nothing Can Stop Us sowie zu Talk Talks Laughing Stock beigetragen.
1995 kehrte er nach Südafrika zurück, wo er als Musikdozent an der Tshwane University of Technology lehrte. Mit seiner eigenen Gruppe ist er auch auf der DVD Acoustic Africa (2004) dokumentiert. 2007 spielte er mit seinem Quartett auf dem Cape Town International Jazz Festival. Er starb Anfang Mai 2011 an den Folgen einer Diabetes-Erkrankung.